# 李兆麟
李兆麟（1910年11月2日—1946年3月9日），原名李超兰，曾用名李烈生、李兰逊、孙正宗、张玉华、张寿篯，乳名小升子，漢族，辽宁辽阳人。李兆麟是中共北满省委主要领导人和东北抗日联军创始人和领导人。他曾任东北抗日联军第三路军总指挥，滨江省政府副主席、中共中央东北局北满分局委员、哈尔滨市中苏友好协会会长等职。

## 生平

### 早年经历
1910年11月2日（农历十月初一），李兆麟出生于奉天省辽阳州铧子乡小荣官屯（今属辽阳市灯塔市铧子镇）一个富农家庭，祖籍山东文登县大水泊，是清朝康熙年间闯关东的后人。其父李文斌，字雅轩、光烈。1887年3月1日（光绪十三年农历二月初七）生，1911年毕业于奉天高等警务学校，先后在庄河县，奉天南关四局任职。李兆麟8岁进入本村私塾读书，后进入大荣官屯初级小学，吕方寺公立高级小学学习，高级小学毕业后李兆麟又进入荣官屯的一家私塾读书2年，求学期间，由于李兆麟擅长绘画，书法和吹箫等，并且学习优异，在校期间颇受乡民和师生欢迎。
1923年，李兆麟的父亲李文斌因涉嫌一桩日本女子被害案而被逮捕关押，于1926年死于狱中。父亲去世后，李兆麟辍学务农，但仍坚持自学，并关心时事。1930年，大荣官屯村村长张复俭向乡民勒索钱财，乡民皆敢怒不敢言，唯有李兆麟向张复俭提出质问，将张问的无言以对，由此获得了乡民的支持，被选为大荣官屯村副村长。
1930年，李兆麟的姨父张一吼（曾任东北军军官，后加入中共地下党）回家探亲，李兆麟常到张一吼家中交谈时事，张一吼还将进步书刊借给李兆麟阅读。1931年5月，经张一吼介绍，李兆麟与中共地下党员崔全乐（东北军暂编第一旅的一名参谋）相识，李兆麟从崔全乐处了解到“五卅惨案”等国内外大事，并深入了解到中国共产党的革命理论。

### 参与抗日活动
1931年九·一八事变后，日本关东军占领辽宁、吉林两省大部。李兆麟由此决心参加抗日活动，以抵抗日本的侵略，在其妻子李淑香的支持下说服其母亲，于11月辗转抵达北平。到达北平后，李兆麟化名李烈生，经张一吼介绍加入东北民众抗日救国会和北平反帝大同盟，为取得合法身份掩护其抗日活动，李兆麟还取得了北平私立华北大学学生的身份。
在北平期间，李兆麟结识了东北民众抗日救国会常委、中共地下党员冯基平，夏尚志等人，李向两人介绍了其家乡辽阳的抗日斗争形式，并希望能重返家乡组织抗日活动，冯、夏两人则对此表示赞许。1931年年底，东北民众抗日救国会派李兆麟到辽西义勇军第四路军耿继周部任文书处处长。
1932年2月8日，受中共北平市委和军委指派，由冯基平带领李兆麟等人回家乡辽阳县铧子乡小堡组织抗日义勇军。因李兆麟对当地情况熟悉，便由其组织联络抗日队伍。李兆麟以李兰逊为化名，联络辽阳、沈阳、本溪等地的抗日义勇军组建成东北义勇军第二十四路军，并出任副总司令。
1932年5月，李兆麟加入中国共产主义青年团，同年秋转为中国共产党党员。1932年7月，小堡的抗日义勇军成员发展到六七千人，并多次与日军战斗。在此期间，李兆麟遂联络辽阳、奉天（沈阳）的抗日义勇军和抗日武装决定进攻奉天，1932年8月28日，抗日义勇军和各地抗日武装向奉天发动进攻，义勇军一度攻占南关、机场等地，并破坏了航空处，兵工厂等地，烧毁飞机27架。1932年11月，日满当局加紧了对小堡地区义勇军的“围剿”，在日军重兵进攻下，义勇军各部损失惨重并逐渐被瓦解和打散，李兆麟因此被迫离开辽阳，前往奉天寻找中共奉天特委。
李兆麟到达奉天后，化名李兰逊、孙正宗，并被中共奉天特委派往本溪煤矿从事抗日活动。1932年12月，中共本溪临时工作委员会成立，李兆麟被选为负责人，1933年2月，中共本溪临时工作委员会改组为中共本溪特支，李兆麟任支部委员。在本溪期间，由于长期从事过度的劳动和工作及生活条件恶劣，李的肺病愈发严重，随后被中共党组织调回奉天养病，李兆麟一家也被安排迁往皇姑屯居住。1933年3月，被派往奉天兵工厂从事地下工作。1933年5月，又相继担任中共奉天特委军委会干事，共青团奉天特委青年士兵委员会负责人。
1933年6月22日，由于内部叛徒的告密，中共奉天特委遭到日满当局破坏，李兆麟的家也被当局查封，其母和妹妹被逮捕，幸得一位邻居的通报，李本人才逃过拘捕。李兆麟潜回辽阳二台子其表弟乔保珍家躲藏，并筹集路费，从十里河登上火车前去哈尔滨寻找中共满洲省委。

### 组建与领导东北抗日联军

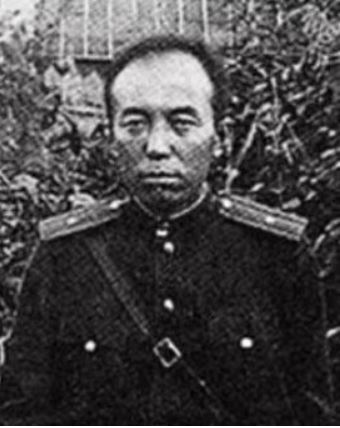
1942年夏，穿戴苏军少校服饰的李兆麟在伯力的留影

李到达哈尔滨两天后，即在道外区天泰客栈与中共满洲省委秘书长冯仲云取得联系。此后，李化名张玉华，于1933年8月调往中共满洲省委军委工作，赴海伦、珠河等地参与创建抗日武装。1933年11月，中共满洲省委遭到当局部分破坏，省委书记张耀奎被逮捕。李兆麟遂来到珠河赵尚志领导的游击队处，化名张寿篯，于1934年开始相继担任珠河反日游击队副队长、哈东支队政治委员、东北抗日联军第6军政治部主任、北满抗日联军总政治部主任。与赵尚志指挥攻打宾州、五常堡。与李延禄部队配合袭击洼洪，攻占林口，指挥老钱柜等战斗，创建松花江下游汤原抗日游击根据地。
1938年，关东军重兵围剿，下江地区的形势恶化。北满抗日联军在李兆麟指挥下，开始向小兴安岭西麓的海伦等地的长途西征，坚持了武装斗争5年多，期间发表露营之歌，在抗联队伍中广为传唱。1939年5月抗联第3、6、9军等部组建东北抗日联军第3路军，李兆麟任总指挥，率部开展松嫩平原游击战，攻克讷河、克山、肇源等县城。1940年秋，李兆麟与留守二十多名抗联战士因暴雨河水暴涨，而被困森林洼地之中，断粮五十余天才获救。

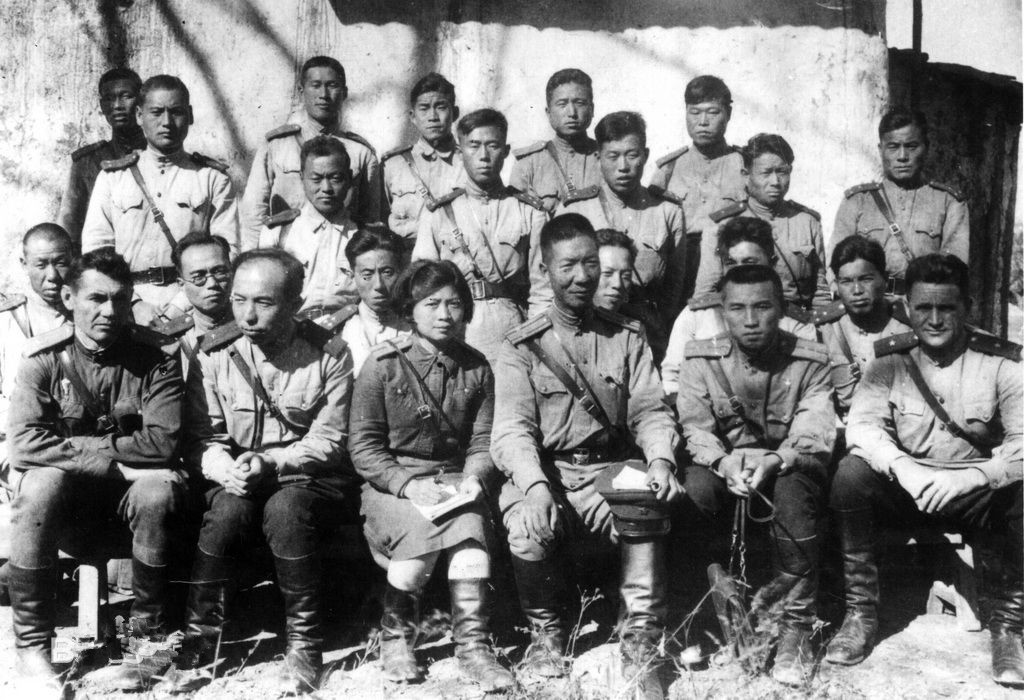
东北抗日联军教导旅于苏联的合影，前排左二为李兆麟

1941年6月苏德战争爆发后，日军向满洲大举增兵，东北抗联受到重大损失。1941年11月，李兆麟率部退入苏联伯力的北野营，与周保中等组织训练部队。1942年8月，任苏联远东方面军独立第88步兵旅政治副旅长，9月，中共东北委员会成立，李兆麟任委员。1945年8月8日，苏联对日宣战，李兆麟等率抗联教导旅配合苏联红军进军东北。

### 主持滨江省工作
抗日战争胜利后，李兆麟出任滨江省政府副主席，1945年11月，中共中央东北局北满分局成立，李兆麟任委员。
1945年11月22日，按中苏两国条约，中共退出哈尔滨市，12月下旬，国民政府接收哈尔滨市和滨江省政府（后改松江省政府）后，李兆麟即辞去滨江省副主席职务，以公开的中国共产党员身份出任哈尔滨中苏友好协会会长。在此期间，李兆麟利用会长的身份，在各场合宣传反内战，反独裁等共产党的主张，引发国民党的不满。军统滨江组特务何士英等遂组织对李兆麟的暗杀行动，1946年3月9日，李兆麟在哈尔滨市道里区水道街9号被军统特务暗杀身亡，終年36歲。

## 纪念

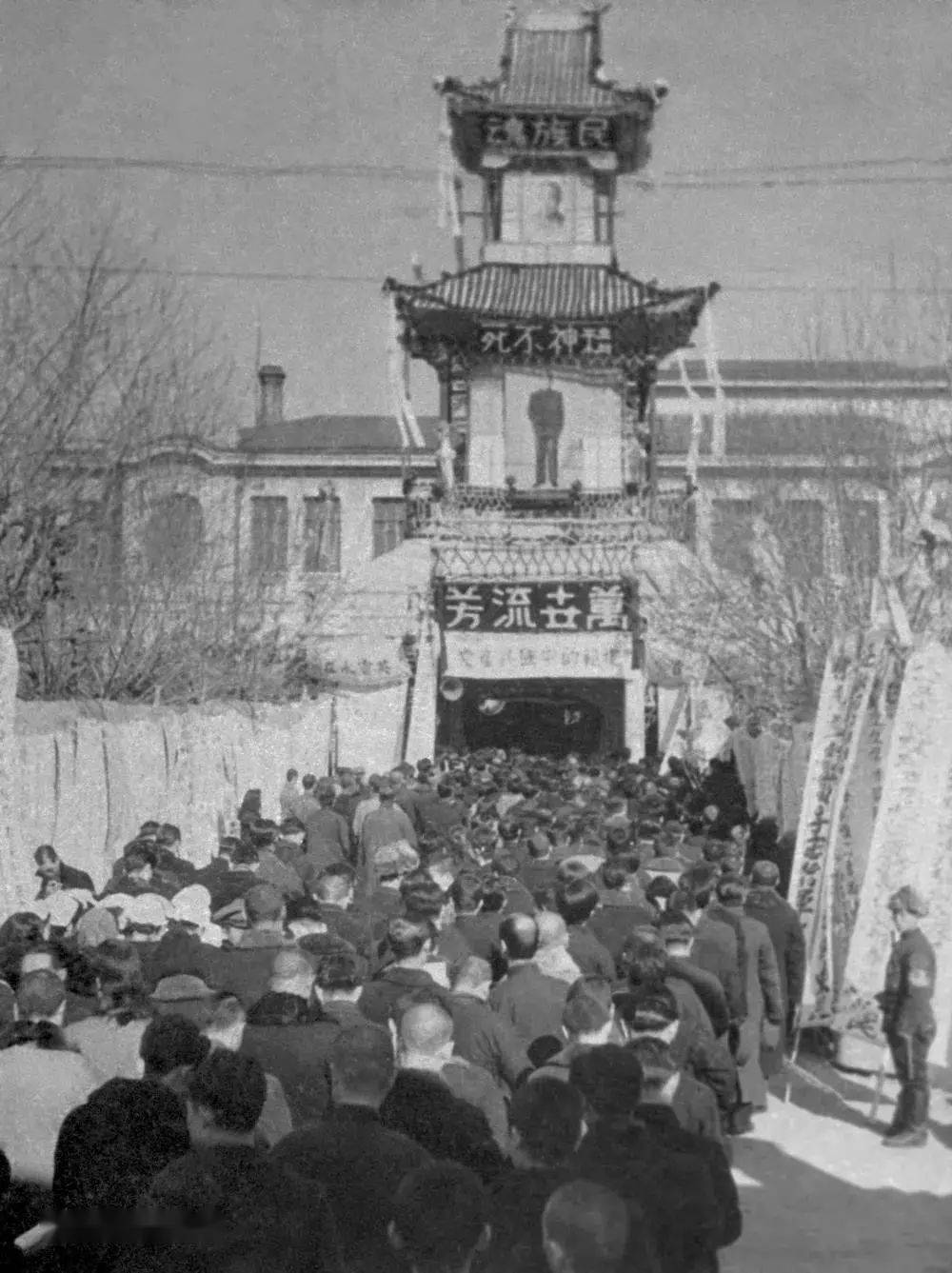
1946年3月24日，正在道里公园音乐堂举行的李兆麟公祭大会

1946年3月16日，中共中央在延安出版的机关报《解放日报》，在头版头条以大篇幅刊登了消息：“东北人民爱戴的领袖，共产党员李兆麟同志于3月9日被国民党反动派特务分子暗杀。”3月24日，李兆麟将军追悼大会在哈尔滨道里公园音乐堂举行。李兆麟的遗体安葬在哈尔滨市道里公园，公园改名为兆麟公园，并树起一座纪念碑，上面刻有“民族英雄李兆麟将军之墓”，由其战友冯仲云撰写碑文。
哈尔滨市将李兆麟遇害地水道街9号改名为兆麟街88号，并于此建立李兆麟将军纪念馆。
辽宁省灯塔市政府在市区内建立了李兆麟将军塑像，2021年3月8日，李兆麟将军塑像入选辽宁省第一批不可移动革命文物名录，灯塔市铧子镇后屯村的李兆麟将军故居被列入辽宁省文物保护单位。

### 活动
2009年9月，李兆麟被中共中央组织部等11个部门评选为 ”100位为新中国成立作出突出贡献的英雄模范“。

## 评价
1946年7月27日，《解放日报》刊登了1946年7月26日，朱德在延安各界反内战，反特务，追悼李公朴、闻一多、李兆麟大会上的悼词称：“他们是中华民族的脊梁，伟大祖国光荣的象征。”
金日成在回忆录《与世纪同行》中，写道：

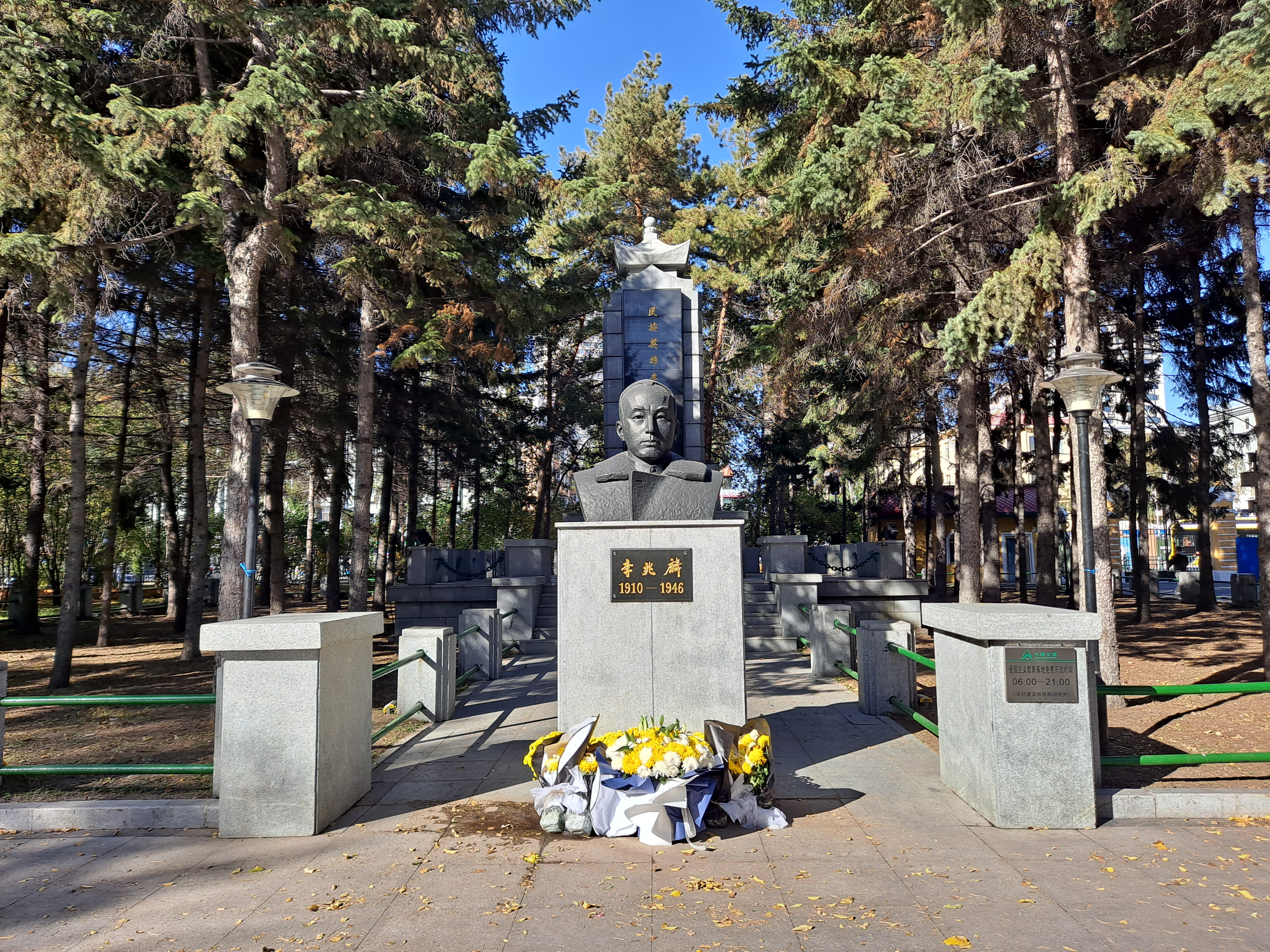
哈尔滨兆麟公园内的李兆麟墓与塑像

“国际联军时期的政工干部张寿篯也是我亲密的中国战友之一。在北满的时候他是第三路军军长。他还有个名字叫李兆麟。他和冯仲云是莫逆之交，和金策也是肝胆相照的挚友。他品质优秀，谦虚和忘我精神是他特异的品质。也许是这个缘故，我们一见面就成了挚友。有好事让给别人，有困难自身独揽。他的这种品质，使我对他产生了浓厚的感情。共产国际保存的游击队指挥员鉴定文件中称赞他是优秀的组织者，是英勇无畏、精力充沛、富有创造性的游击队指挥员。他在抗日战争时期创作的《露营之歌》，在北满游击队员中广为流行。抗战胜利后，张寿篯身负中共松江地区委员会的书记、松江省副省长等重任，积极工作，不幸在哈尔滨被国民党特务暗杀”。

## 家庭
1933年6月，李兆麟的母亲扬长秋（或写为“杨长秋”，1972年在沈阳逝世）、妹妹李兆宾、妻子李素香（或写为“李淑香”）、长子李玉（原名振宇）、长女李石等人因遭人举报被捕入狱。从此李兆麟与家人断绝联系。

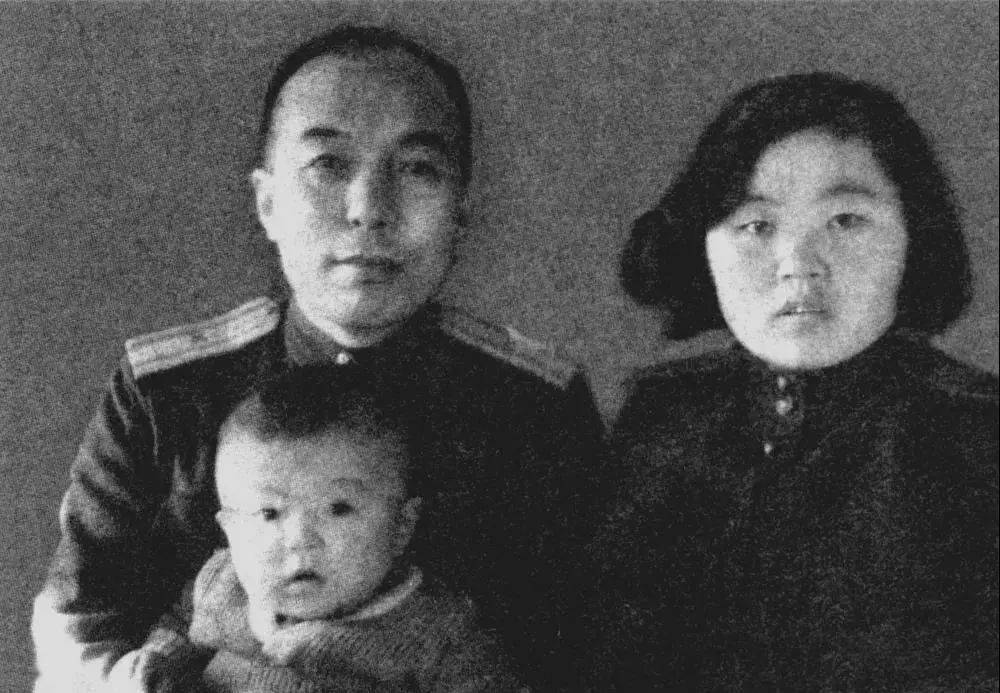
李兆麟与夫人金伯文和孩子

1937年7月经北满临时省委批准，李兆麟与朝鲜族中国共产党员金贞顺（又名金伯文）结婚。金伯文，原名金贞顺，祖籍朝鲜咸镜北道富宁郡，其父亲金善极一家1910年迁居中国吉林省汪清县蛤蟆塘乡大房子村（今后河村）。金伯文的舅舅金银植，1930年参加中国共产党，是汪清县的早期革命者之一，1932年6月任汪清县红军游击队政治指导员、参谋长，1932年11月陣亡。金伯文1919年8月13日出生，1930年参加革命从事地方工作。1932年入团。1934年汪清县大红崴抗日游击区被破坏，金伯文上山参加了东北抗日联军第2军。1936年加入中共。1941年夏，在小兴安岭西麓的游击区，金策说金贞顺这个名字太封建提议改成金伯文。1941年底金伯文随第3路军部队越过国界到苏联集结，编入88旅通信营。在88旅期间李兆麟任旅政委，与金日成一家同住在一座房子里，两家各住一间，公用生活区，长达四年之久。金伯文于2005年3月2日于北京去世，安葬于汪清县烈士陵园。
李兆麟与金贞顺的长子肇华，出生于1940年12月3日（农历十一月初五），当时日满讨伐队正在循脚印追逐抗联第3路军密营留守的20多老弱人员，就是在行军路途中临盆生下了孩子；这支小部队在山里走了半年直到1941年5月冰雪消融，日满讨伐队找不到追踪的脚印后才结束。1941年11月，金伯文与长子肇华随部队越境到苏联；肇华后夭折于苏联伯力的保育院。次子立克（又名阿立克，振环）和女儿张卓娅（又名振英）则出生于苏联。。
1945年，李兆麟与长子李玉相见，在给家人的信中表示了对李玉母亲的歉意：“听表弟刘镇羽讲你在沈阳被捕死于敌人狱中，经过组织批准我再婚，请你原谅。”李玉出生于1928年。1949年4月加入中国共产党。1954年考入东北农业大学，毕业后留校担任教师。曾先后担任东北农业大学艺学院政治辅导员、系主任、党总支书记等职。1989年离休。